# Beatrijs Smulders
Beatrijs Smulders (Bergeijk, 29 juni 1952) is een Nederlands verloskundige, ondernemer en auteur.

## Biografie
Smulders' vader en grootvader waren huisarts in Bergeijk, haar overgrootvader was vroedmeester en chirurgijn in Sint-Michielsgestel. Zij studeerde in 1978 in Amsterdam cum laude af als verloskundige en startte in 1979 haar eigen praktijk. Lang was zij de bekendste verloskundige van Nederland. In 1990 richtte ze in Amsterdam het Geboortecentrum op, waar ze alle hulp rond zwangerschap en geboorte bijeenbracht. In 2011 werd dit gevolgd door de oprichting van het Geboortehuis in de De Genestetstraat (in de volksmond ook wel ‘De Geboortestraat’), met een verloskundigenpraktijk, een kraamcentrum, een cursuscentrum, een consultatiebureau en een winkel.
Smulders is een pleitbezorger van de Nederlandse verloskundige cultuur, waarin de thuisbevalling een aanzienlijke rol speelt, en van natuurlijke bevallingen, met zo min mogelijk medische ingrepen en als het even kan zonder pijnstilling.

## Onderscheiding
In 2012 kreeg zij de Andreaspenning van de stad Amsterdam voor zowel landelijke verdiensten voor de verloskunde als verdiensten voor de stad Amsterdam.